# Camponotus sibreei
Camponotus sibreei é uma espécie de inseto do gênero Camponotus, pertencente à família Formicidae.